# كرايغ كيث
كرايغ كيث (بالإنجليزية: Craig Keith)‏ هو لاعب كرة قدم أمريكية أمريكي، ولد في 27 أبريل 1971 في رالي في الولايات المتحدة.

## وصلات خارجية
- كرايغ كيث على موقع مرجع كرة القدم المحترفة.كوم (الإنجليزية)
- كرايغ كيث على موقع JustSportsStats.com (الإنجليزية)